# 東大和市立第一中学校
東大和市立第一中学校(ひがしやまとしりつだいいちちゅうがっこう) は 東京都東大和市にある公立中学校。

## 校訓
- 『伝統から創造へ』
- 『自覚と責任』

## 教育目標
- 積極的に学び、深く考える生徒
- 自主的に行動し、最後までやり抜く生徒
- 互いに協力しあい、思いやりがある生徒
- 心身の健康に心がける生徒

## 目指す学校像
- 個が生きる学校
- 心の居場所である学校
- 発展、進化する学校
- 開かれた学校

## 沿革
- 1947年4月1日 - 創立
- 同年10日 - 開校式『開校記念日』
- 1954年5月3日 -『大和町立大和中学校』に改名。
- 1956年7月28日 - 講堂兼体育館が完成。
- 1958年2月27日 - 『校歌』完成。校歌発表会
- 1963年5月1日 - 特殊学級(特別支援学級)『I組』開設。
- 1967年4月1日 -『大和町立大和第一中学校』に改名。
- 1970年3月25日 - 奈良橋に新校舎完成。(鉄筋4階建て)
- 同年10月1日 - 市制施行に伴い『東大和市立第一中学校』に校名変更。
- 1971年3月18日 - 1971年度・第24回卒業生/同窓会の寄贈による、日展審査委・柚月 芳 先生制作の生徒像が完成。
- 1972年3月18日 - 同窓会25周年記念事業 第25回卒業記念として、女子生徒像が完成。
- 1977年3月10日 - メタセコイヤを50本を移植。
- 同年11月3日 - 『創立30周年記念式典』挙行。
- 1985年3月31日 - 校庭外周フェンス、バックネット新設工事完了。
- 1987年11月7日 - 『創立40周年記念式典』挙行。
- 1989年3月20日 - 新・体育館が完成。
- 1990年8月31日 - 廊下・床張替えが完了。
- 1992年12月10日 - コンピュータールームが完成。
- 1993年4月16日 - プールが完成。
- 1996年9月1日 - カウンセリング室が完成。
- 1997年11月15日 - 『創立50周年記念式典』挙行。
- 2004年11月30日 - 屋上防水工事。
- 2007年11月8日 - 『創立60周年記念式典』挙行。
- 2010年11月30日 - 校舎耐震補強工事が完了。
- 2011年9月9日 - 普通教室エアコン設置工事が完了。
- 2017年11月2日 - 『創立70周年記念式典』挙行。
- 2018年8月20日 - 体育館の照明改修・床張り替えが完了。
- 2020年2月14日 - 防球ネット工事が完了。

## 校区
多摩湖1丁目、同2丁目の一部、同4丁目、同5丁目の一部、狭山1丁目、同2丁目、同3丁目、同4丁目、同5丁目のうち主要地方道第5号新宿・青梅線(新青梅街道)以北、清水1丁目、同2丁目、同3丁目、同4丁目、同5丁目、湖畔1丁目、同2丁目、同3丁目、高木1丁目、同2丁目、同3丁目、奈良橋1丁目のうち市道第569号線以東、同2丁目、同3丁目、同4丁目のうち市道第9号線以東、同5丁目、同6丁目のうち市道第9号線以東

## 主な卒業生
- 尾崎保夫 - 元東大和市長 (1964年度 第17回卒業生『大和町立大和第一中学校(当時)』)
- 杉本麻衣佳 - ファッションモデル (2004年度 第58回卒業生)

## 交通
- 多摩都市モノレール上北台駅から徒歩15分
- 西武バス・都営バス・ちょこバス「奈良橋」すぐ。